# Dubrave Donje
Dubrave Donje su naseljeno mjesto u sastavu općine Živinice, Federacija Bosne i Hercegovine, BiH.

## Povijest
Do 1955. zvale su se Dubrave Hrvatske.

## Kultura
Na zapadnom izlazu iz Donjih Dubrava, na križanju ceste prema Tadićima (Spreča), Jurićima (Pasci Gornji) i Markelićima (Par Selo) nalazi se rimokatolička crkva sv. Ane. U Dubravama Donjim je i Hrvatska starokatolička župa sv. Marije.

## Kultura i udruge
- Udruga mladih Par Selo – Dubrave

## Stanovništvo
| Dubrave Donje      |                |                |                |
| godina popisa      | 1991.          | 1981.          | 1971.          |
| Muslimani          | 1.777 (72,91%) | 1.688 (68,64%) | 1.533 (65,34%) |
| Hrvati             | 432 (17,72%)   | 705 (28,67%)   | 728 (31,03%)   |
| Srbi               | 4 (0,16%)      | 14 (0,56%)     | 26 (1,10%)     |
| Jugoslaveni        | 83 (3,40%)     | 37 (1,50%)     | 30 (1,27%)     |
| ostali i nepoznato | 141 (5,78%)    | 15 (0,61%)     | 29 (1,23%)     |
| ukupno             | 2.437          | 2.459          | 2.346          |

## Poznate osobe
- Mijo Krešić, zamjenik ministra obrane BiH

## Šport
Od 1973. do 2012. održavao se nogometni turnir Raskršće, posvećen blagdanu Svete Ane, Župe Par Selo. Od 2014. održava se Božićni malonogometni turnir Dubrave.